# 源斉頼
源 斉頼（みなもと の まさより/なりより）は、平安時代中期の武将・官人・鷹匠。清和源氏満政流。駿河守・源忠隆の長男。政頼、正頼とも記され「せいらい」とも呼称される。

## 経歴
長元8年（1035年）に催された藤原頼通家歌合（「関白左大臣頼通歌合」）に源頼実、藤原経行らと共に蔵人所雑色として参加したことが知られる。（「賀陽院水閣歌合」『類聚歌合巻』）。蔵人兼右兵衛尉在任時であった天喜3年（1055年）には内裏の蔵人所町屋（蔵人の詰所）に逃げ込んだ抜刀の暴漢を郎等の滝口武者源初、小野幸任らと共に取り押さえた功により検非違使に任ぜられた（『百錬抄』『扶桑略記』）。
同5年（1057年）、前九年の役で苦戦する源頼義の後援として源兼長に代わり出羽守に任ぜられ下向した（『百錬抄』『扶桑略記』）。しかし出羽赴任後の斉頼は頼義に対して非協力的な態度を示し、その戦功も役の終盤に出羽に逃れた安倍良照とその甥正任を捕縛する程度のものに留まっている。没年は不明であるが、現在の滋賀県高島市マキノ町牧野に存在する斉頼塚古墳は斉頼の墳墓と伝えられる。
後代、三男・惟家の子孫が近江国高島郡に土着して善積氏を称したほか、一女（正確には孫娘）は摂津源氏の源頼政の室となり、源仲綱や二条院讃岐などの母となった。

## 鷹飼として
斉頼は優れた鷹飼であったことが知られ、高麗から渡来した鷹匠・兼光（出身地・名には異説あり）より継承したとされるその秘技は「呉竹流」あるいは「政頼流」などと呼ばれ、後の諏訪流とその諸派に伝承された。
鎌倉時代初期に編纂された説話集『古事談』には、当時の風潮から殺生に対し批判的な表現が書き加えられながらも終生鷹を飼う事を生業とし盲目となった晩年にも撫でるだけで鷹の産地を言い当てたという説話があり、また「斉頼（せいらい）」という言葉が「その道の達人」を指す名詞として流布するなど、伝説的な鷹飼として語り継がれる。こうした斉頼の姿は狂言『政頼』の題材ともなった。

## 系譜
- 父：源忠隆
- 母：備前守藤原景斉女
- 妻：呉竹の娘・朱光か
- 生母不明の子女
  - 男子：源良行 - 従五位下、検非違使、蔵人、左衛門尉。
  - 男子：源良季 - 勾当。
  - 男子：源惟家 - 蔵人、左衛門尉。子孫に善積氏、近江和田氏など。
  - 男子：源高仲 - 出羽三郎
  - 男子：源能行 - 勾当。
  - 男子：源忠清 - 東四郎
  - 男子：源隆祐
  - 男子：源斉家
- 養子
  - 女子：源頼政室 - 上記忠清の娘。